# Franciaország földrajza
Franciaország Európa harmadik legnagyobb területű országa, területe 543 965 km². Lakóinak száma (2010-ben 64,7 millió fő) alapján a második legnagyobb Németország mögött. Az országot alakja után a lakói hatszögnek is becézik (l'Hexagone), nevét Île-de-France tartományról kapta, fővárosa Párizs.
Földrajzi határai nagyrészt természetesek, amik igen nagy védettséget jelentettek a számára. A vizek közül nyugaton az Atlanti-óceán, délen a Földközi-tenger határolja. Szomszédos országai délen Spanyolország és Andorra, keleten Olaszország, Svájc és Németország, északon Luxemburg és Belgium, a nyugatra fekvő Nagy-Britanniától a La Manche csatorna választja el.

## Domborzat

Franciaország hegységei

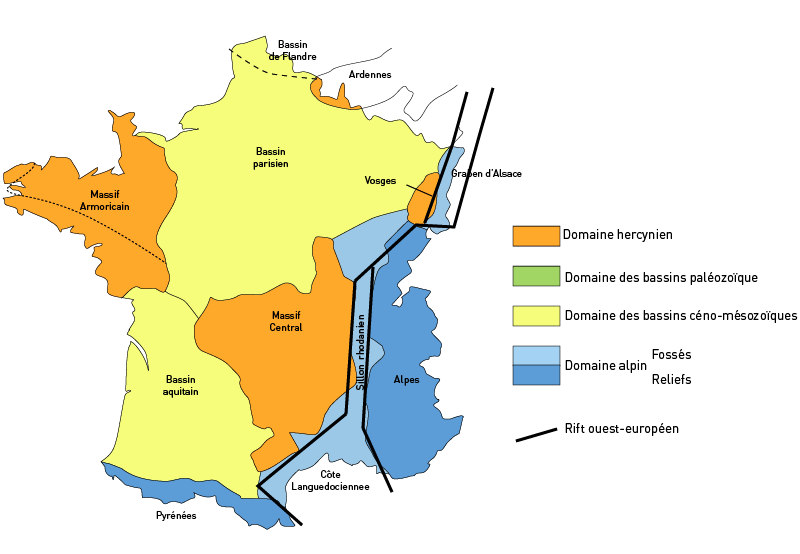
Franciaország nagy geológiai egységei

Franciaország domborzata igen változatos. Az északi és nyugati részeket síkságok, a déli és keleti felét inkább dombságok és hegyvidékek foglalják el.
Északnyugaton a földtörténeti óidőben keletkezett kristályos és átmeneti kőzetek lepusztultak, így hozták létre évmilliók alatt a hullámos tönkfelszínt, ami ma Normandiát és Bretagne-t jellemzi. Az ország nyugati részén találhatóak a tenger felé nyitott medencék. Ezek közül északon a Szajnát körülvevő Párizsi-medence, délebbre a  Garonne és a Loire medencéje (Aquitaniai-medence), ezek mind jó feltételeket kínálnak a mezőgazdaság számára. Franciaország középső részét foglalja el a Francia-középhegység, ami a Variszkuszi-hegységrendszer tagja. A hegység átlagmagassága 800-1000 méter, legmagasabb csúcsai 1500-1800 méter fölé magasodnak. Legváltozatosabb, legszebb része az Auvergne vulkáni vidéke, melyet harmad- és negyedidőszaki vulkanizmus alakított ki. Az ország északi részét a szintén óidei Ardennek szegélyezi, északkeletről a Vogézek óidei vonulatai húzódnak. Keleten a Jura-hegység, délkeleten és délen az Alpok, illetve a Pireneusok magasodnak. Az ország határán emelkedik a Mont Blanc, Európa legmagasabb hegycsúcsa a maga 4807 méterével. A Francia-középhegység és az Alpok között terül el a Rhône völgye, egy kellemes éghajlatú dombság.

## Vízrajz

Főbb folyók és települések

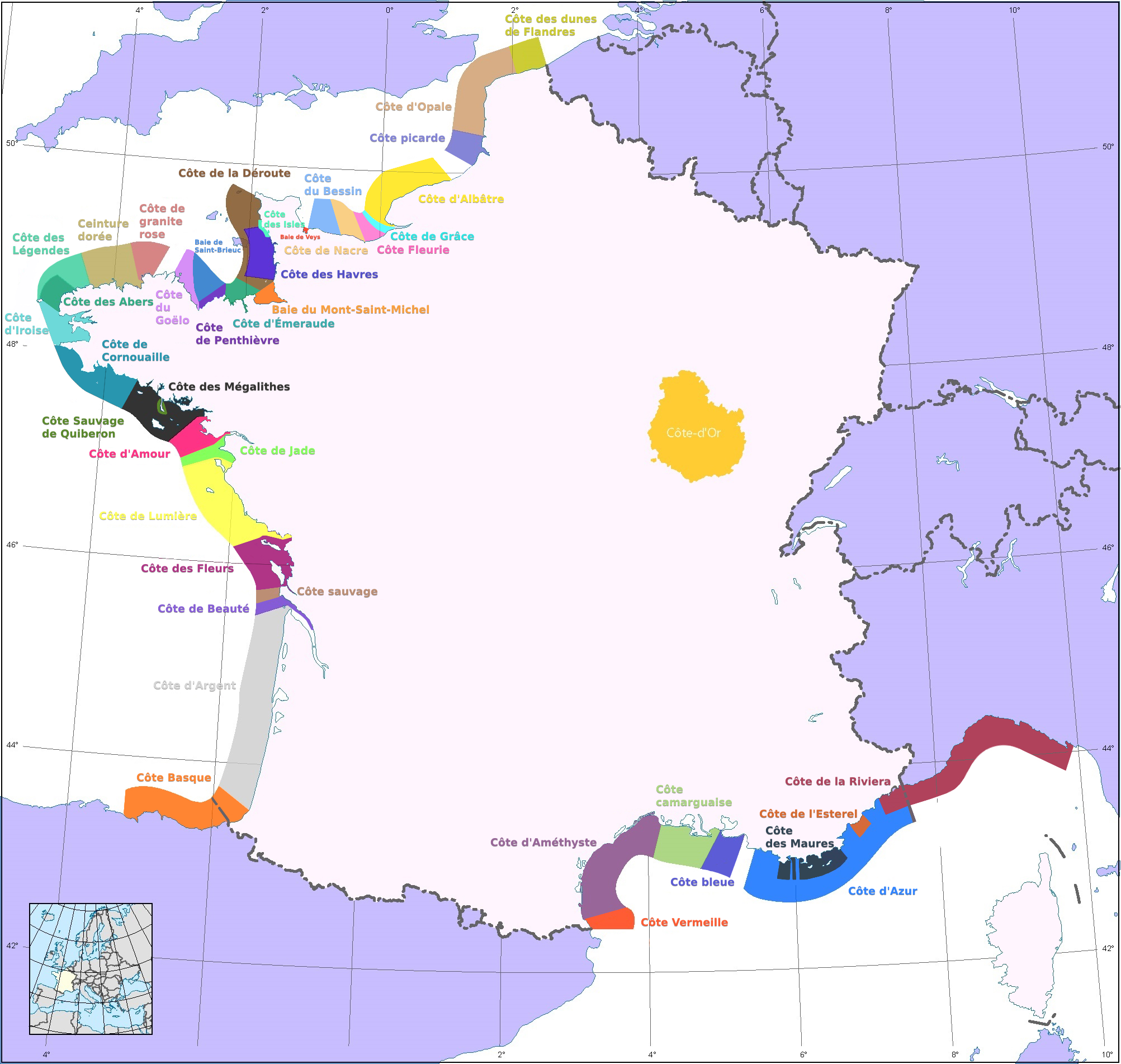
A francia tengerpartok egyes szakaszainak elnevezése és Côte-d’Or megye

A Vogézek déli részétől déli irányban, a Francia-középhegység keleti részén a Cévennekig húzódó vízválasztó vágja ketté az országot. A vízválasztótól keletre a Rhône és a Saône gyűjti össze az Alpok és a keleti országrész vizeit és szállítja a Földközi-tengerbe. Franciaország többi nagy folyója már az Atlanti-óceán vízgyűjtő területéhez tartozik.
Az északi terület legjelentősebb folyója a Szajna. Az Oise, az Aisne, a Marne és a Yonne vizeit összegyűjtve a Párizsi-medencén átfolyva a La Manche-ba torkollik. A Francia-középhegységben eredő Loire a Bretagne-tönk déli peremét átszelve éri el az óceánt. Az Aquitániai-medence fő folyója, a Garonne a Pireneusokból és a Francia-középhegység nyugati oldalairól lefutó vizeket gyűjti össze. A Francia-középhegységből lefutó másik jelentős folyóval, a Dordogne-nyal közös tölcsértorkolatuk a Gironde.
A Lorraine-i fennsíkon és az Ardennekben eredő folyók az Északi-tengerbe szállítják vizüket. A Maas, a Moselle és az Ill a Rajna mellékfolyói. Az éghajlatnak megfelelően az ország folyóit egyenletes vízjárás és bő utánpótlás jellemzi. Az egyes vízrendszereket fejlett csatornahálózat köti össze.

## Éghajlat

Éghajlati térkép Köppen osztályozása alapján. zöld: óceáni éghajlat

Franciaország éghajlatát az óceáni és mediterrán hatások befolyásolják legerősebben. Az ország túlnyomó részének éghajlata enyhe telű óceáni, a tengerpartoktól távolabbi területeken azonban a kontinentális éghajlat sajátosságai is megjelennek. A földközi-tengeri partvidék éghajlata jellemzően mediterrán, ugyanakkor a magasabb hegyvidékeken, így elsősorban az alpi területeken változatos magashegységi éghajlat alakult ki. Az ide látogatók tehát egész évben igen eltérő időjárással találkozhatnak az ország különböző részein.
A mediterrán térség éghajlata jelentősen különbözik a többi régióétól. Itt a legenyhébb a tél (a leghidegebb hónap középhőmérséklete 6-8 °C), míg a mérsékleten meleg nyári hónapokra 22-24 °C-os középhőmérsékletek jellemzők. Júliusban és augusztusban gyakori itt a nyári szárazság, amikor egy-egy hónap során csupán 10–30 mm csapadék hullik. Franciaország déli vidékein a nyári hónapokban jóval többet süt a nap, általában 11-12 órát - míg északon egy nyári napon 7-9 órás napsütésre lehet számítani. A tenger vize a földközi-tengeri partokon augusztusban a legmelegebb, 23-25 °C-os, de júniusban és júliusban is felmelegedhet 21-23 °C-ig.
A Franciaország déli részén található Provence tartomány egyik jellegzetes időjárási sajátossága a sokszor napokon át fújó, kellemetlenül erős északi szél, a misztrál, amely elsősorban télen, de az év más szakában is gyakori. (Öltözködés: A Földközi-tenger partvidékén nyári délutánokon gyakorta 29-32 °C-ig emelkedik a hőmérséklet, így a pamut és a kimondottan nyárias öltözködés a megfelelő. Természetes, hogy - elsősorban a tengerparti strandokon - sapka, kalap viselése szükséges lehet.)
| Hónap                          | Jan. | Feb. | Már. | Ápr. | Máj. | Jún. | Júl. | Aug. | Szep. | Okt. | Nov. | Dec. | Év   |
| ------------------------------ | ---- | ---- | ---- | ---- | ---- | ---- | ---- | ---- | ----- | ---- | ---- | ---- | ---- |
| Átlagos max. hőmérséklet (°C)  | 6,9  | 8,2  | 11,8 | 14,7 | 19,0 | 22,7 | 25,2 | 25,0 | 20,8  | 15,8 | 10,4 | 7,8  | 15,7 |
| Átlagos min. hőmérséklet (°C)  | 2,5  | 2,8  | 5,1  | 6,8  | 10,5 | 13,3 | 15,5 | 15,4 | 12,5  | 9,2  | 5,3  | 3,6  | 8,6  |
| Átl. csapadékmennyiség (mm)    | 54   | 44   | 49   | 53   | 65   | 55   | 63   | 43   | 55    | 60   | 52   | 59   | 650  |
| Havi napsütéses órák száma     | 56   | 87   | 130  | 174  | 202  | 219  | 239  | 220  | 171   | 127  | 75   | 50   | 1749 |
| Forrás: Meteo France (angolul) |      |      |      |      |      |      |      |      |       |      |      |      |      |

| Hónap                         | Jan. | Feb. | Már. | Ápr. | Máj. | Jún. | Júl. | Aug. | Szep. | Okt. | Nov. | Dec. | Év   |
| ----------------------------- | ---- | ---- | ---- | ---- | ---- | ---- | ---- | ---- | ----- | ---- | ---- | ---- | ---- |
| Átlagos max. hőmérséklet (°C) | 12,5 | 13,1 | 14,5 | 16,7 | 19,8 | 23,3 | 26,4 | 26,6 | 24,2  | 20,8 | 16,2 | 13,5 | 19,0 |
| Átlagos min. hőmérséklet (°C) | 4,9  | 5,6  | 7,2  | 9,7  | 13,0 | 16,4 | 19,3 | 19,3 | 16,9  | 13,2 | 8,6  | 5,7  | 11,7 |
| Átl. csapadékmennyiség (mm)   | 83   | 76   | 71   | 62   | 49   | 37   | 16   | 31   | 54    | 108  | 104  | 78   | 769  |

## Népesség és települések

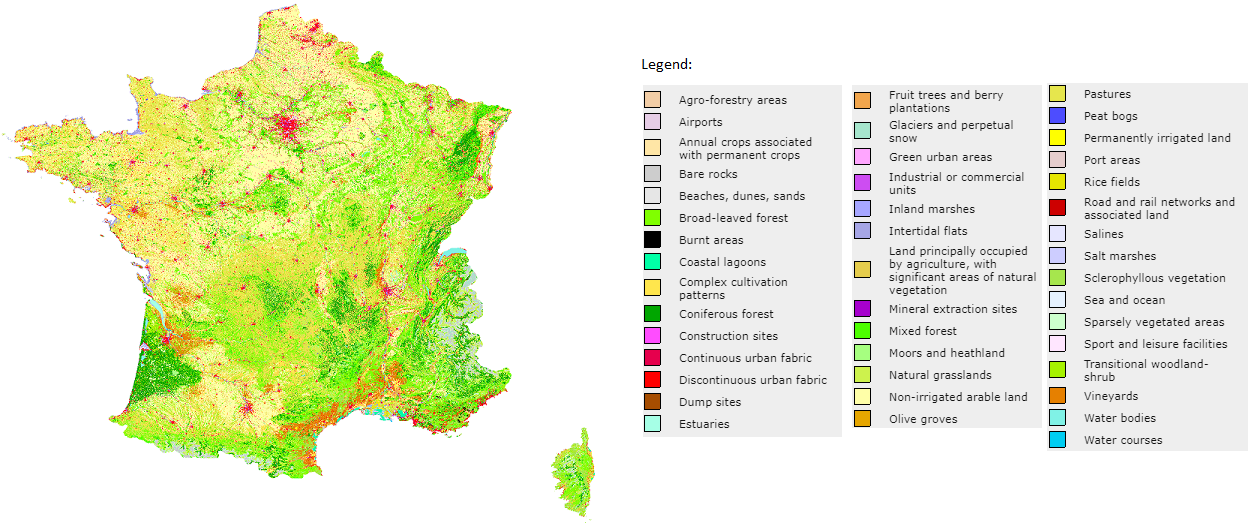
Földhasználat (2006). A városi területek pirossal